# Tuyết Minh (nghệ sĩ múa)
Tuyết Minh (tên khai sinh là Nguyễn Thị Tuyết Minh, sinh năm 1980, quê quán tại Yên Định, Thanh Hóa) là nghệ sĩ múa, biên đạo múa, tác giả kịch bản, đạo diễn múa Việt Nam; được tặng Giải thưởng Nhà nước về văn học nghệ thuật năm 2022.

## Tiểu sử
Tuyết Minh sinh ra và lớn lên trong gia đình làm nghệ thuật. Bố mẹ của chị là cặp nghệ sỹ tuồng nổi tiếng Văn Mợi - Kim Oanh. Ngọn lửa đam mê nghệ thuật trong Tuyết Minh đã được nhen nhóm từ tuổi thơ ở khu văn công Mai Dịch.
Từ năm 1991 đến năm 1998, Tuyết Minh học hệ chính quy Diễn viên Múa cổ điển Châu Âu tại Trường Cao đẳng Múa Việt Nam (Nay là Học viện Múa Việt Nam); Từ năm 2000 đến năm 2004, chị học đại học chính quy Huấn luyện Múa Cổ điển Châu Âu tại Trường Đại học Sân khấu và Điện ảnh Hà Nội, trong đó có thời gian học tập và tu nghiệp tại đoàn Ballet Atlantique thành phố LaRochen - Cộng hòa Pháp. Từ 2005 đến 2008, chị học Thạc sỹ Lý luận và Lịch sử Nghệ thuật sân khấu tại Trường Đại học Sân khấu và Điện ảnh Hà Nội.
Tuyết Minh học tập và công tác trong nhiều lĩnh vực thuộc nghệ thuật biểu diễn: 6 năm làm giảng viên Ballet tại Học Viện Múa Việt Nam; 10 năm làm giảng viên Khoa múa Trường Đại học Sân khấu Điện ảnh Hà Nội; sau đó chị về làm chuyên viên hoạt động công tác quản lý nghệ thuật biểu diễn tại Phòng Nghệ thuật - Cục Nghệ thuật biểu diễn. Tháng 1 năm 2021, Tuyết Minh được bầu làm Phó Chủ tịch thường trực Hội nghệ sĩ Múa Việt Nam.

## Sự nghiệp
Tuyết Minh hoạt động ở nhiều vai trò: tổng đạo diễn, tác giả kịch bản, tổng biên đạo, biên đạo múa nhiều vở kịch múa, nhạc kịch; các chương trình nghệ thuật, lễ kỷ niệm. Chị còn là thành viên ban chỉ đạo, hội đồng nghệ thuật các cuộc thi, liên hoan nghệ thuật chuyên nghiệp các bộ, ngành, các doanh nghiệp.
Chị là người đã đưa các tác phẩm nổi tiếng của văn học Việt Nam như “Truyện Kiều”, “Vợ chồng A Phủ”… lên sân khấu múa với mong muốn lưu giữ các giá trị tinh hoa của dân tộc bằng ngôn ngữ múa. Vở kịch múa “Mỵ” (dựa trên tác phẩm văn học nổi tiếng “Vợ chồng A Phủ” của nhà văn Tô Hoài) đã giành giải “Chương trình ấn tượng và biên đạo múa xuất sắc” tại Liên hoan Ca Múa Nhạc chuyên nghiệp toàn quốc năm 2018.
Tuyết Minh cũng từng làm giám khảo chuyên môn của Cuộc thi “Thử thách cùng bước nhảy – So you think you can dance” tìm kiếm tài năng trong lĩnh vực nhảy múa tại Việt Nam, được phát trên truyền hình bốn mùa liên tiếp trong các năm 2012 đến 2015.
Từ năm 1993 cho tới nay, Tuyết Minh được Bộ Văn hóa Thông tin; Bộ Văn hóa, Thể thao và Du lịch cử tham gia nhiều Festival nghệ thuật tại: Trung Quốc, Thái Lan, Hàn Quốc, Cộng hòa Pháp, Cộng hòa Séc, Liên bang Nga, Đan Mạch, Vương quốc Bỉ, Cộng hòa Liên bang Đức…
Năm 2022, chị được tặng Giải thưởng Nhà nước về văn học nghệ thuật, nhưng trước đó chị lại không được tặng danh hiệu Nghệ sĩ ưu tú do không hội đủ số phiếu bầu của Hội đồng chuyên ngành.

## Giải thưởng
- 2008: 2 Huy chương Vàng Liên hoan ca múa nhạc và triển lãm mỹ thuật học sinh, sinh viên các trường văn hóa nghệ thuật
- 2009: 4 Huy chương Vàng Hội diễn Ca múa nhạc chuyên nghiệp toàn quốc
- 2012: 3 Huy chương Vàng Liên hoan Ca múa nhạc chuyên nghiệp toàn quốc
- 2013: Huy chương Vàng Liên hoan nghệ thuật Campuchia - Lào - Myanmar và Việt Nam
- 2013: Huy chương Vàng Cuộc thi Tài năng trẻ Biên đạo múa toàn quốc lần thứ nhất
- 2014: Huy chương Vàng Liên hoan Múa quốc tế lần thứ nhất
- 2018: 2 Huy chương Vàng Liên hoan Ca múa nhạc chuyên nghiệp toàn quốc
- 2022: 6 Huy chương vàng tại Liên hoan Ca múa nhạc chuyên nghiệp toàn quốc

Ngoài ra chị còn giành được: 22 Huy chương Bạc và 2 Huy chương Đồng trong các hội diễn cấp Trung ương; 9 Giải thưởng Nghệ thuật Múa chuyên ngành toàn quốc.

## Vinh danh
- Giải thưởng Nhà nước về văn học nghệ thuật năm 2022
- Chuyên mục Văn học nghệ thuật: Người truyền lửa đam mê của VTV có phóng sự riêng về Tuyết Minh (2024)[7]